# Mesosa ornata
Mesosa ornata là một loài bọ cánh cứng trong họ Cerambycidae.